# Vincenzo Ceci
Vincenzo Ceci (* 21. April 1964 in Ascoli Piceno) ist ein ehemaliger italienischer Bahnradsportler.
1984 wurde Vincenzo Ceci italienischer Meister im Sprint sowie 1982 bis 1984 im Tandemrennen, gemeinsam mit Gabriele Sella. 1984 startete er bei den Olympischen Spielen in Los Angeles im Sprint und schied im Hoffnungslauf des Achtelfinales aus. Im selben Jahr errang er gemeinsam mit Sella die Bronzemedaille im Tandemrennen bei den Bahn-Weltmeisterschaften. Von 1988 bis 1993 fuhr er als Profi und wurde 1989 nationaler Keirin-Meister.
Insgesamt startete Ceci bei fünf Ausgaben der UCI-Bahn-Weltmeisterschaften. 1991 in Stuttgart stürzte er im Keirin-Finallauf, 1992 belegte er Rang vier. 2013 wurde er italienischer Sprint-Meister der Hobbyfahrer.
Heute führt Vincenzo Ceci ein Fahrrad- und Motorradgeschäft in seiner Geburtsstadt Ascoli Piceno (Stand 2014). Er ist der Vater des Rennfahrers Luca Ceci und der Onkel der Rennfahrer Francesco und Davide Ceci.